# Metro ve Vídni
Metro ve Vídni (německy die Wiener U-Bahn) je podzemní dráha provozovaná na území Rakouska, v jeho hlavním městě Vídni. Pod tímto názvem bylo otevřeno po přestavbě vídeňské městské dráhy 8. května 1976. 

## Síť metra
Vídeňské metro má 5 tras (U1, U2, U3, U4, U6), které mají dohromady 83 km a 98 stanic. Je v provozu každý den od 5:00 hodin ráno přibližně do 0:30 hodin v noci. Ve dne jezdí vlaky ve dvou až pětiminutovém intervalu, po 20. hodině potom přibližně každých 7–8 minut. V den předcházející volnému dni (víkendy a svátky) je v provozu nepřetržitě s intervalem 15 minut mezi 0:30 a 5:00.
Každá trasa má svoji barvu, do které jsou potom také laděny barvy jejích jednotlivých stanic. Každá trasa má také své vlastní jednotící znaky.
| Trasa | Barva    | Úsek                       | Otevření | Délka   | Počet stanic |
| ----- | -------- | -------------------------- | -------- | ------- | ------------ |
|       | červená  | Oberlaa ↔ Leopoldau        | 1978     | 19,2 km | 24           |
|       | fialová  | Seestadt ↔ Karlsplatz      | 1980     | 16,7 km | 20           |
|       | oranžová | Ottakring ↔ Simmering      | 1991     | 13,4 km | 21           |
|       | zelená   | Hütteldorf ↔ Heiligenstadt | 1976     | 16,4 km | 20           |
|       | hnědá    | Siebenhirten ↔ Floridsdorf | 1989     | 17,3 km | 24           |

## Výstavba

### Doba městské dráhy a její přestavby na metro (1894–1976)
Provoz na městské dráze byl zahájen již v roce 1898, ale neměl oficiálně status „metra“. V 60. letech bylo rozhodnuto o rozdělení a přestavbě systému zastaralé a nevyhovující městské dráhy na metro (U-Bahn) a rychlodráhu (S-Bahn). O formě budoucího systému vídeňský magistrát rozhodl v roce 1968 a práce na stavbě nových podzemních úseků a na přestavbě stávající městské dráhy v metro byly zahájeny v roce 1969. 

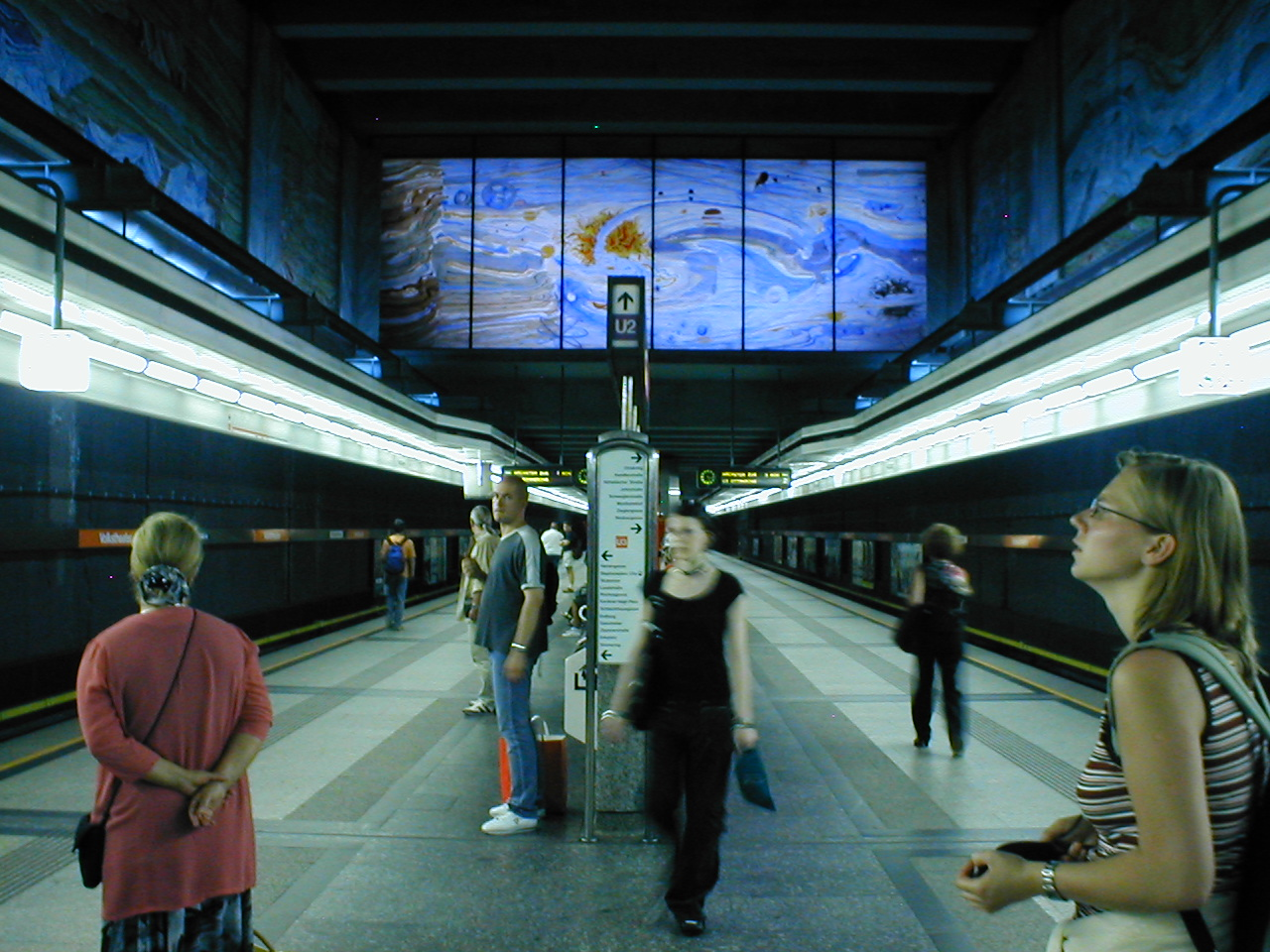
Stanice „Volkstheater“ na trase U3.

### 1. etapa výstavby (1976–1982)
První přestavěný úsek (Heiligenstadt – Friedensbrücke) na lince U4 byl do zkušebního provozu otevřen 8. května 1976. První úsek moderního metra (Reumannplatz – Karlsplatz) na lince U1 byl uveden do provozu 25. února 1978. Další stanice trasy byly plynule otevírány po jedné: Stephanplatz 1978, Schwedenplatz a Nestroyplatz v roce 1979 a Praterstern v roce 1981. Trasa metra U2 byla otevřena 30. srpna 1980, když vznikla konverzí z úseku podzemní tramvaje, proto se vyznačuje velmi krátkými staničními vzdálenostmi. 3. září 1982 byla trasa U1 prodloužena ze stávající konečné Praterstern do stanice Kagran. Tímto byla dokončena 1. etapa výstavby vídeňského metra. Délka zprovozněných tratí v tomto období je 32 km.

### 2. etapa výstavby (1982–2000)
Tato etapa znamenala teoreticky zrušení staré „městské dráhy“ a její přestavbu na metro. V roce 1989 byla totiž uvedena do provozu trasa U6 v úseku Nußdorfer Straße-Philadelphiabrücke/Meidling. Tato trasa ale není „pravým“ metrem, protože na ní nejsou vypravovány vozy metra, které si berou elektřinu z kolejí, nýbrž tramvaje, které potřebují trakční vedení. Tato trasa byla později dále rozšiřována (v roce 1995 byl otevřen úsek Siebenhirten-Philadelphiabrücke a v roce 1996 Nußdorfer Straße-Floridsdorf). Hlavní náplní tohoto období byla ale výstavba nové trasy U3, jejíž první úsek Erdberg-Volkstheater byl otevřen v roce 1991. Trasa byla dále prodlužována v letech: 1993 (Volkstheater-Westbahnhof) , 1994 (Westbahnhof-Johnstraße), 1998 (Johnstraße-Ottakring) a 2000 (Erdberg-Simmering). Délka všech tras na konci této etapy je 61 km.

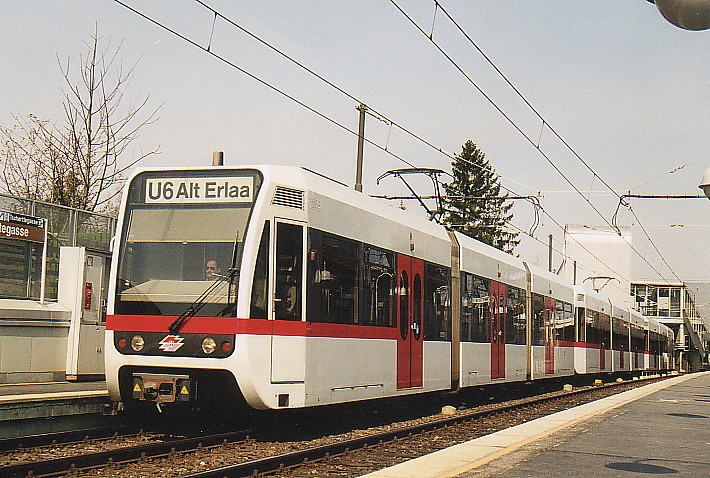
Linka vídeňského metra U6 má charkater spíše „podpovrchové kapacitní tramvaje“.

### 3. a 4. etapa výstavby (po roce 2001)
Na počátku nového století byla prováděna výstavba úseku trasy U1 Kagran-Leopoldau, který byl otevřen v září 2006. Nejnověji byl zprovozněn úsek linky U2 ke Aspernstrasse. Avšak tento úsek otevřený od října 2010 byl zprovozněn se zpožděním kvůli soudnímu sporu města s majiteli pozemků v okolí o to, jestli se mají postavit dva krátké nebo jeden dlouhý tunel.
5. října 2013 bylo otevřeno prodloužení trasy U2 do Seestadt Aspern (obvod Donaustadt). 2. září 2017 byl zprovozněn úsek trasy U1 do Oberlaa na jihovýchodě města s pěti novými stanicemi.
V plánu je stavba nové trasy U5, která má mezi Karlsplatzem a stanicí Rathaus nahradit trasu U2 a pokračovat do severozápadní části města (Hernals), zatímco nový úsek U2 by zamířil na jih do Margareten.

## Stanice metra

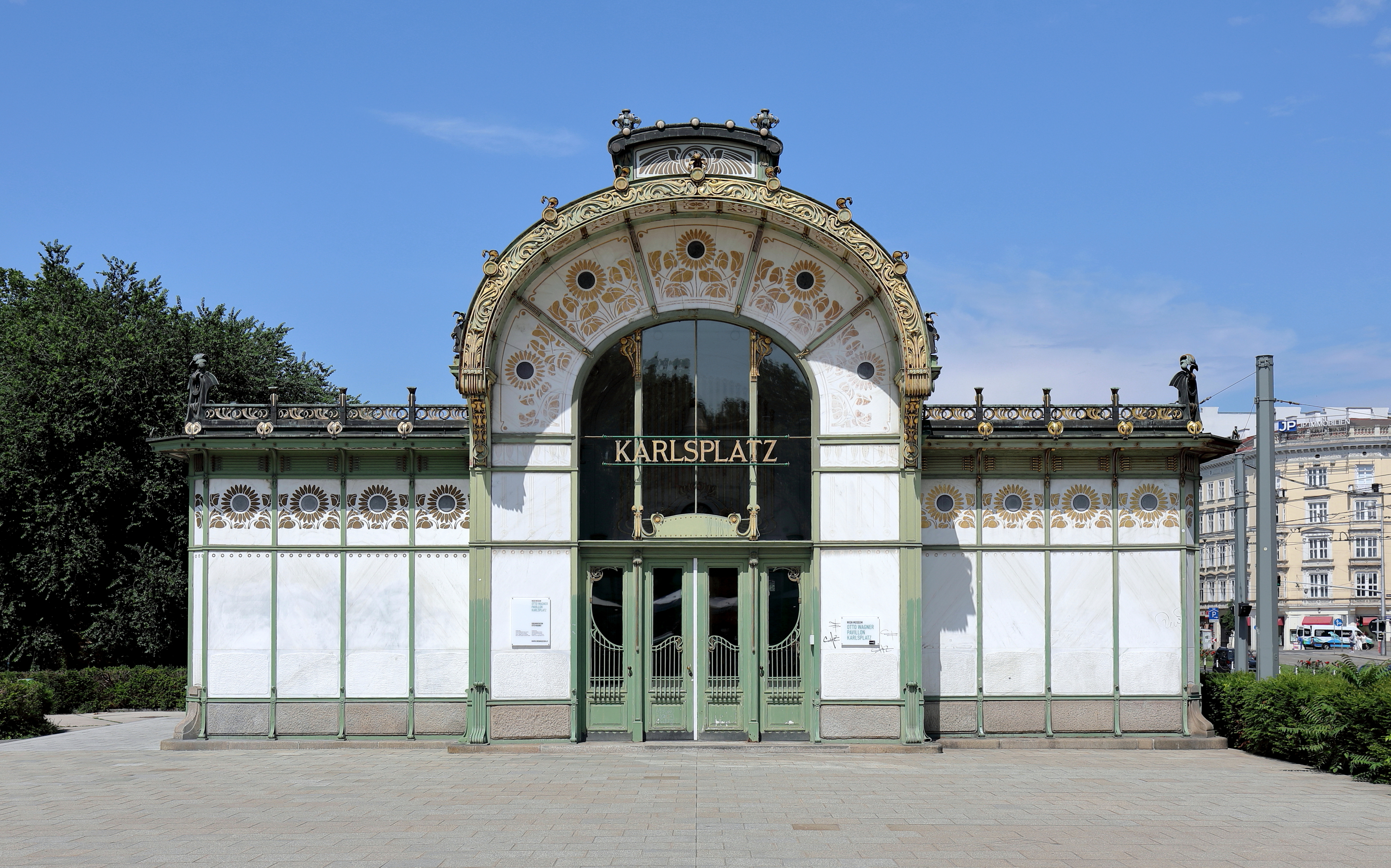
Stanice Karlsplatz – významná přestupní stanice v centru Vídně byla uvedena do provozu již roku 1898. Stanicí „metra“ je ale oficiálně až od roku 1976.

| U1 (Oberlaa – Leopoldau) |

| Č. | Stanice                                            | Přestup S-Bahn, U-Bahn, atd.         | Důležitá místa v okolí                                                                              | Městský okres | Uvedení do provozu |
| -- | -------------------------------------------------- | ------------------------------------ | --------------------------------------------------------------------------------------------------- | ------------- | ------------------ |
| 1  | Oberlaa                                            |                                      | | 10            | 09/2017            |
| 2  | Neulaa                                             |                                      | | 10            | 09/2017            |
| 3  | Alaudagasse                                        |                                      | | 10            | 09/2017            |
| 4  | Altes Landgut                                      |                                      | | 10            | 09/2017            |
| 6  | Troststraße                                        |                                      | | 10            | 09/2017            |
| 7  | Reumannplatz                                       |                                      | Amáliny lázně, nákupní ulice Favoritenstraße                                                        | 10            | 02/1978            |
| 8  | Keplerplatz                                        |                                      | nákupní ulice Favoritenstraße, nákupní centrum „Columbuscenter“                                     | 10            | 02/1978            |
| 9  | Hauptbahnhof (do roku 2012 název Sűdtiroler Platz) | S1, S2, S3, S5, S6, S9 a S15         | Hlavní nádraží                                                                                      | 4             | 02/1978            |
| 10 | Taubstummengasse                                   |                                      | Theresianum                                                                                         | 4             | 02/1978            |
| 11 | Karlsplatz                                         | U2, U4 a Bádenská dráha              | Opera, kostel sv. Karla, nákupní ulice Kärntner Straße                                              | 1,4           | 02/1978            |
| 12 | Stephansplatz                                      | U3                                   | Centrum Vídně, katedrála sv. Štěpána                                                                | 1             | 11/1978            |
| 13 | Schwedenplatz                                      | U4                                   | Uranie                                                                                              | 1             | 1979               |
| 14 | Nestroyplatz                                       |                                      | Kriminalmuseum                                                                                      | 2             | 1979               |
| 15 | Praterstern (Nádraží Vídeň – sever)                | S1, S2, S3, S5, S6, S7, S9, S15 a U2 | Zábavní park Prater, Stanoviště Student Agency                                                      | 2             | 1981               |
| 16 | Vorgartenstraße                                    | Lodní doprava na Dunaji              | Centrum lodní dopravy                                                                               | 2             | 1982               |
| 17 | Donauinsel                                         |                                      | Dunajský ostrov                                                                                     | 22            | 1982               |
| 18 | Kaisermühlen / VIC                                 |                                      | UNO-City (OSN), Dunajský park, Dunajská věž                                                         | 22            | 1982               |
| 19 | Alte Donau                                         |                                      | Pláže, Dunajský park, Dunajská věž                                                                  | 22            | 1982               |
| 20 | Kagran                                             |                                      | Nákupní středisko „Dunaj“, Mezinárodní škola, Schulzův zimní stadion, parkoviště odtažených vozidel | 22            | 1982               |
| 21 | Kagraner Platz                                     |                                      | | 22            | 09/2006            |
| 22 | Rennbahnweg                                        |                                      | | 22            | 09/2006            |
| 23 | Aderklaaer Straße                                  |                                      | | 22            | 09/2006            |
| 24 | Großfeldsiedlung                                   |                                      | | 21            | 09/2006            |
| 25 | Leopoldau                                          | S1, S2, S9 a S15                     | | 21            |                    |

| U2 (Karlsplatz – Seestadt) |

| Č. | Stanice                 | Přestup S-Bahn, U-Bahn, atd.         | Důležitá místa v okolí                                               | Městský okres | Uvedení do provozu |
| -- | ----------------------- | ------------------------------------ | -------------------------------------------------------------------- | ------------- | ------------------ |
| 1  | Karlsplatz              | U1, U4 a Bádenská dráha              | Opera, kostel sv. Karla, secesní budovy, Korutanská třída            | 1, 4          | 1980               |
| 2  | Museumsquartier         |                                      | Muzeum historie umění a další muzea v muzejní čtvrti                 | 1, 7          | 1980               |
| 3  | Volkstheater            | U3                                   | Přírodovědné muzeum, Lidová zahrada, Heldenplatz, Hofburg, Parlament | 1, 7          | 1980               |
| 4  | Rathaus                 |                                      | Radnice, Hradní divadlo                                              | 1,8           | 1980               |
| 5  | Schottentor-Universität |                                      | Vídeňská univerzita                                                  | 1,9           | 1980               |
| 6  | Schottenring            | U4                                   | Věž                                                                  | 1             | 1980               |
| 7  | Taborstraße             |                                      |                                                                      | 2             | 2008               |
| 8  | Praterstern             | S1, S2, S3, S5, S6, S7, S9, S15 a U1 | nové nádraží Vídeň-sever, Prater                                     | 2             | 2008               |
| 9  | Messe-Prater            |                                      |                                                                      | 2             | 2008               |
| 10 | Krieau                  |                                      |                                                                      | 2             | 2008               |
| 11 | Stadion                 |                                      | Stanoviště Student Agency                                            | 2             | 2008               |
| 12 | Donaumarina             |                                      | Marina Vídeň                                                         | 2             | 10/2010            |
| 13 | Donaustadtbrücke        |                                      | Donaustadtbrücke                                                     | 22            | 10/2010            |
| 14 | Stadlau                 | S80                                  |                                                                      | 22            | 10/2010            |
| 15 | Hardeggasse             |                                      |                                                                      | 22            | 10/2010            |
| 16 | Donauspital             |                                      | „Dunajská nemocnice”                                                 | 22            | 10/2010            |
| 17 | Aspernstraße            |                                      | čtvrť Aspern „22. obvod, Donaustadt, Dunajské město“                 | 22            | 10/2010            |
| 18 | Hausfeldstraße          | Do roku 2017: REX Bratislava         |                                                                      | 22            | 10/2013            |
| 19 | Aspern Nord             | Od roku 2017: S80 a REX Bratislava   |                                                                      | 22            | 10/2013            |
| 20 | Seestadt                |                                      |                                                                      | 22            | 10/2013            |

| U3 (Ottakring – Simmering) |

| Č. | Stanice                 | Přestup S-Bahn, U-Bahn, atd.                               | Důležitá místa v okolí | Městský okres | Uvedení do provozu |
| -- | ----------------------- | ---------------------------------------------------------- | --- | ------------- | ------------------ |
| 1  | Ottakring               | S45                                                        | Vyšší technická škola | 16            | 1998               |
| 2  | Kendlerstraße           |                                                            | | 16            | 1998               |
| 3  | Hütteldorfer Straße     |                                                            | | 14            | 1998               |
| 4  | Johnstraße              |                                                            | Masný trh |               | 1994               |
| 5  | Schweglerstraße         |                                                            | Eliščina nemocnice | 15            | 1994               |
| 6  | Westbahnhof             | U6 a S50                                                   | Západní nádraží, Mariahilfer Straße | 6, 7, 15      | 1993               |
| 7  | Zieglergasse            |                                                            | Vídeňská nákupní třída – Mariahilfer Straße | 6, 7          | 1993               |
| 8  | Neubaugasse             |                                                            | Vídeňská nákupní třída – Mariahilfer Straße, Dům moře | 6, 7          | 1993               |
| 9  | Volkstheater            | U2                                                         | Čtvrť muzeí, Přírodovědné muzeum, Lidová zahrada, Hofburg, Parlament | 1, 7          | 1991               |
| 10 | Herrengasse             |                                                            | Ministerstvo zahraničí, Ministerstvo vnitra, Spolkové kancléřství, Úřad prezidenta Rakouské republiky, Hofburg, Minoritánský kostel, Dolnorakouská galerie, Michaelerplatz | 1             | 1991               |
| 11 | Stephansplatz           | U1                                                         | Centrum Vídně, katedrála sv.Štěpána, nákupní třída Graben | 1             | 1991               |
| 12 | Stubentor               |                                                            | Městský park, Muzeum aplikovaného umění | 1             | 1991               |
| 13 | Landstraße / Wien Mitte | U4, S1, S2, S3, S4, S7, S8, S9, S15 a Letištní dráha „CAT“ | Nákupní třídy Landstraßská Hauptstraße | 3             | 1991               |
| 14 | Rochusgasse             |                                                            | Nákupní třída Landstraßská Hauptstraße | 3             | 1991               |
| 15 | Kardinal-Nagl-Platz     |                                                            | | 3             | 1991               |
| 16 | Schlachthausgasse       |                                                            | Muzeum tramvají | 3             | 1991               |
| 17 | Erdberg                 |                                                            | Vídeňská aréna | 3             | 1991               |
| 18 | Gasometer               |                                                            | Přestavěná plynárna | 11            | 2000               |
| 19 | Zippererstraße          |                                                            | | 11            | 2000               |
| 20 | Enkplatz                |                                                            | | 11            | 2000               |
| 21 | Simmering               | S8, S9 a S80                                               | přístup tramvajovou dopravou k vídeňskému ústřednímu hřbitovu | 11            | 2000               |

| U4 (Hütteldorf – Heiligenstadt) |

| Č. | Stanice                 | Přestup S-Bahn, U-Bahn, atd.                               | Důležitá místa v okolí                                     | Městský okres | Uvedení do provozu |
| -- | ----------------------- | ---------------------------------------------------------- | ---------------------------------------------------------- | ------------- | ------------------ |
| 1  | Hütteldorf              | S2, S3, S15, S45 a S50                                     | Hanappiho stadion, Lainzerská zoologická zahrada           | 14            | 12/1981            |
| 2  | Ober St. Veit           |                                                            |                                                            | 13            | 12/1981            |
| 3  | Unter St. Veit          |                                                            |                                                            | 13            | 12/1981            |
| 4  | Braunschweiggasse       |                                                            |                                                            | 13            | 12/1981            |
| 5  | Hietzing                |                                                            | Schönbrunn, Zoologická zahrada Schönbrunn                  | 13            | 08/1981            |
| 6  | Schönbrunn              |                                                            | Schönbrunn, Zoologická zahrada Schönbrunn                  | 13            | 08/1981            |
| 7  | Meidling Hauptstraße    |                                                            | nákupní třída                                              | 12            | 1980               |
| 8  | Längenfeldgasse         | U6                                                         | Muzeum kořalky                                             | 12            | 1989               |
| 9  | Margaretengürtel        |                                                            |                                                            | 5             | 1980               |
| 10 | Pilgramgasse            |                                                            |                                                            | 5             | 1980               |
| 11 | Kettenbrückengasse      |                                                            | „Mlsný“ trh                                                | 5             | 1980               |
| 12 | Karlsplatz              | U1, U2 a Badenská dráha                                    | Opera, kostel sv. Karla, secesní stavby, Korutanská třída  | 1 , 4         | 08/1978            |
| 13 | Stadtpark               |                                                            | Koncertní síň                                              | 3             | 08/1978            |
| 14 | Landstraße / Wien Mitte | U3, S1, S2, S3, S4, S7, S8, S9, S15 a Letištní dráha „CAT“ | Nákupní třída Landstraßer Hauptstraße, nádraží Vídeň-Střed | 3             | 08/1978            |
| 15 | Schwedenplatz           | U1                                                         | Uranie, kostel sv.Ruprechta                                | 1             | 08/1978            |
| 16 | Schottenring            | U2                                                         | Věž                                                        | 1             | 04/1978            |
| 17 | Roßauer Lände           |                                                            |                                                            | 9             | 04/1978            |
| 18 | Friedensbrücke          |                                                            |                                                            | 9             | 1976               |
| 19 | Spittelau               | U6 a S40                                                   | Ekonomická univerzita, dům „Hundertwasser“                 | 9             | 1995               |
| 20 | Heiligenstadt           | S40 a S45                                                  | „dvůr“ Karla Marxe, dále autobusem 38A na Kahlenberg       | 19            | 1976               |

| U6 (Siebenhirten – Floridsdorf) |

| Č. | Stanice                      | Přestup S-Bahn, U-Bahn, atd.                   | Důležitá místa v okolí                                   | Městský okres | Uvedení do provozu |
| -- | ---------------------------- | ---------------------------------------------- | -------------------------------------------------------- | ------------- | ------------------ |
| 1  | Siebenhirten                 |                                                |                                                          | 23            | 1995               |
| 2  | Perfektastraße               |                                                |                                                          | 23            | 1995               |
| 3  | Erlaaer Straße               |                                                |                                                          | 23            | 1995               |
| 4  | Alterlaa                     |                                                |                                                          | 23            | 1995               |
| 5  | Am Schöpfwerk                |                                                |                                                          | 12            | 1995               |
| 6  | Tscherttegasse               |                                                |                                                          | 12            | 1995               |
| 7  | Bahnhof Meidling             | S1, S2, S3, S4, S8, S9, S15 a Vídeňská lokálka | Nádraží Vídeň-Meidling                                   | 12            | 1989               |
| 8  | Niederhofstraße              |                                                |                                                          | 12            | 1989               |
| 9  | Längenfeldgasse              | U4                                             | Muzeum kořalky                                           | 12            | 1989               |
| 10 | Gumpendorfer Straße          |                                                | Raimundovo divadlo, dům pomoci lidem trpícím AIDS        | 6, 15         | 1989               |
| 11 | Westbahnhof                  | U3 a S50                                       | Západní nádraží, Mariahilfer Strasse                     | 7 ,15         | 1989               |
| 12 | Burggasse – Stadthalle       |                                                | Městská hala, Knihovna                                   | 7 ,15         | 1989               |
| 13 | Thaliastraße                 |                                                |                                                          | 7 ,16         | 1989               |
| 14 | Josefstädter Straße          |                                                |                                                          | 8, 17         | 1989               |
| 15 | Alser Straße                 |                                                |                                                          | 9, 17         | 1989               |
| 16 | Michelbeuern-AKH             |                                                | Vídeňská všeobecná nemocnice, Lékařská fakulta           | 9, 18         | 1989               |
| 17 | Währinger Straße / Volksoper |                                                | Lidová opera                                             | 9,18          | 1989               |
| 18 | Nußdorfer Straße             |                                                | Izraelitský hřbitov                                      | 9,18          | 1989               |
| 19 | Spittelau                    | U4 a S40                                       | Ekonomická univerzita, teplárna ve stylu „Hundertwasser“ | 9             | 1996               |
| 20 | Jägerstraße                  |                                                | Technické muzeum                                         | 20            | 1996               |
| 21 | Dresdner Straße              |                                                | Úrazová nemocnice Lorenze Böhlera                        | 20            | 1996               |
| 22 | Handelskai                   | S1, S2, S3, S4, S7, S8, S9, S15 a S45          | Věž Milenia, Nákupní centrum „Milénium“                  | 20            | 1996               |
| 23 | Neue Donau                   |                                                | Pláže,…                                                  | 21            | 1996               |
| 24 | Floridsdorf                  | S1, S2, S3, S4, S7, S8, S9 a S15               |                                                          | 21            | 1996               |

Některé stanice pochází již z konce 19. století, ale v 80. letech prošly přestavbou. Další stanice vídeňského metra jsou zatím ve výstavbě.

## Fotogalerie

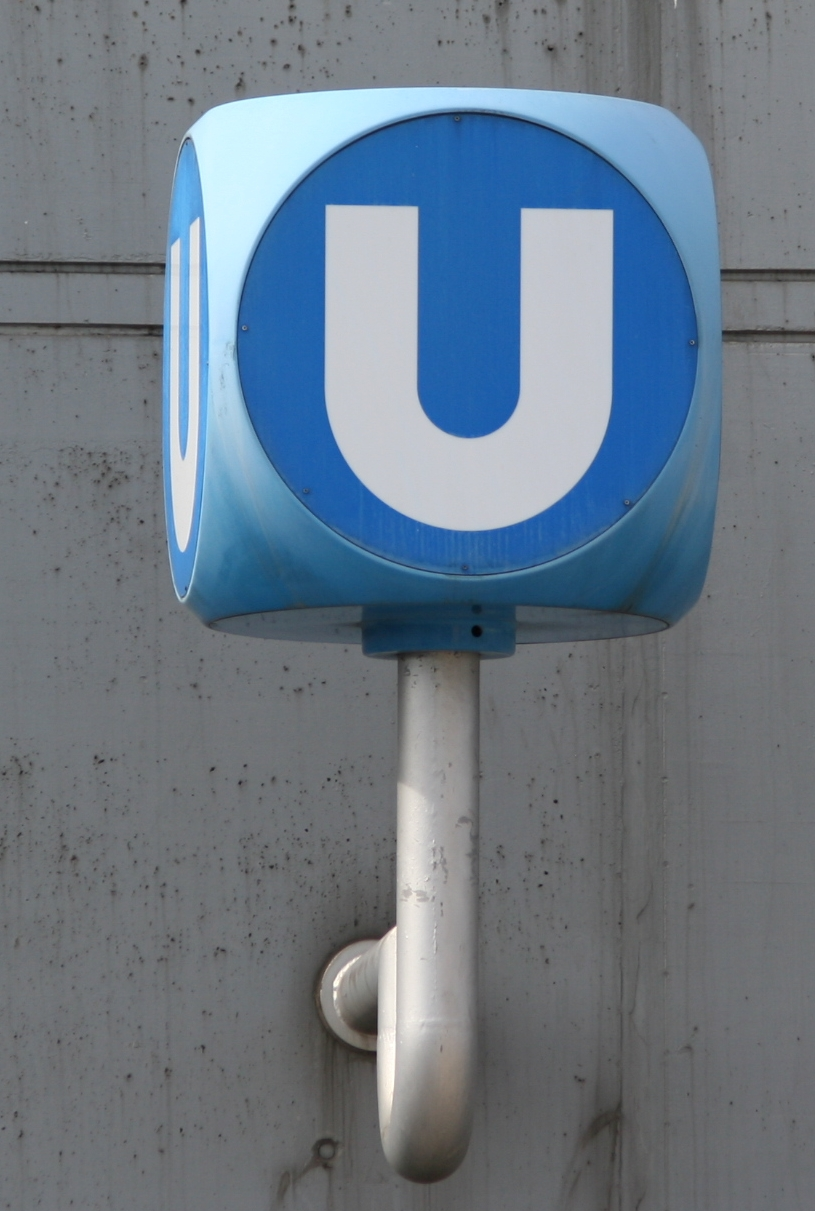
Znak vídeňského metra
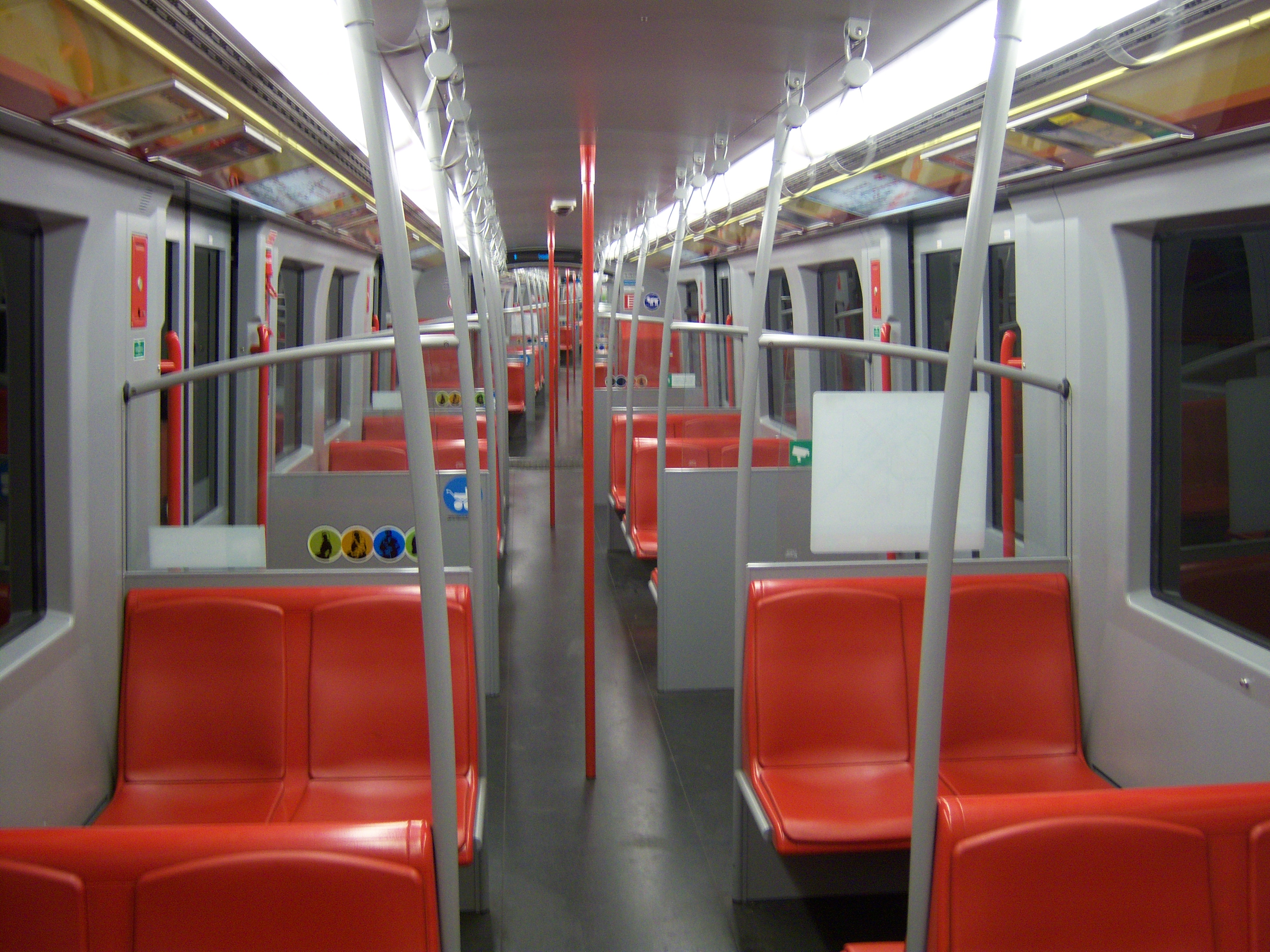
Interiér vlaku
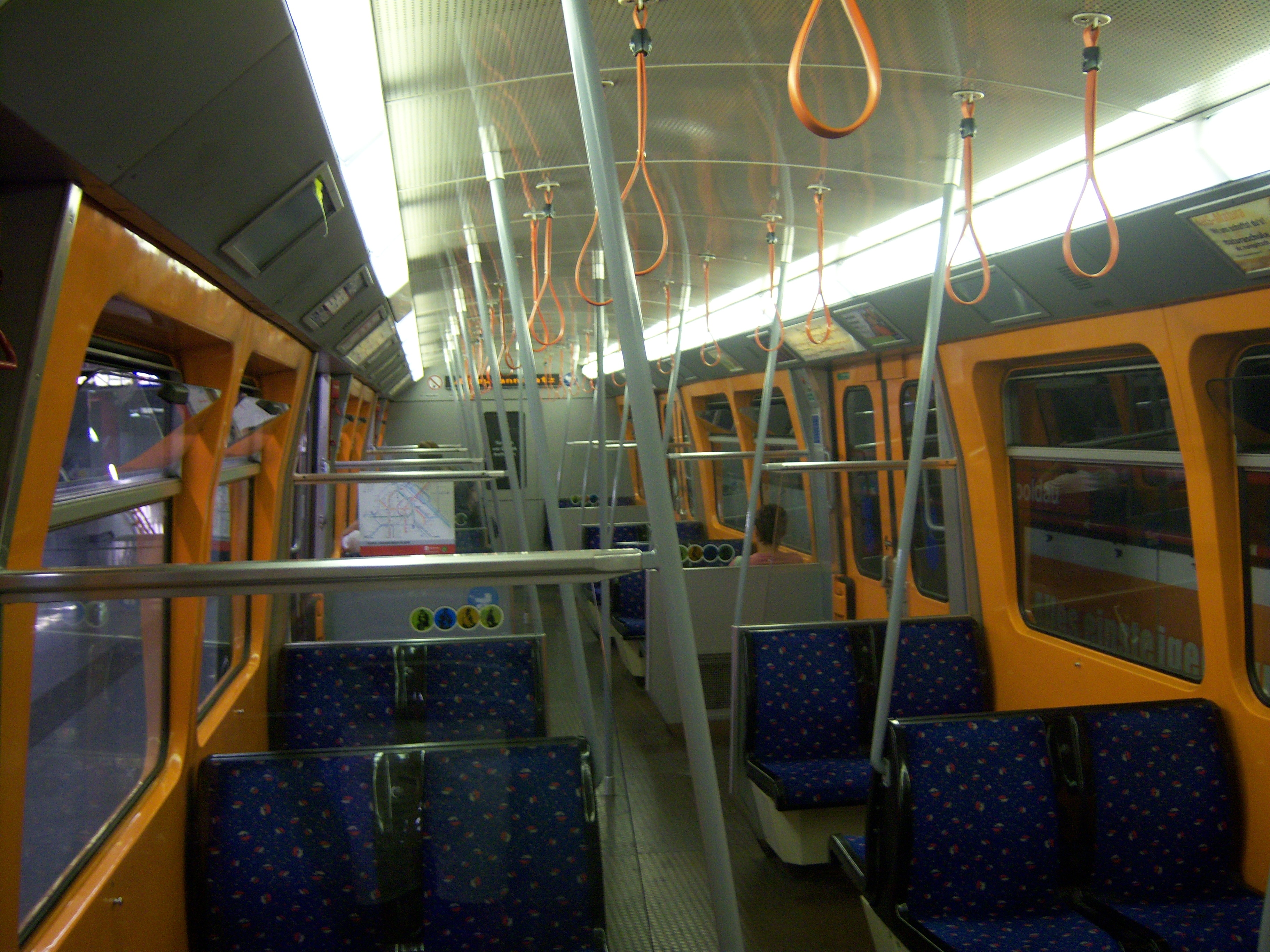
Interiér vlaku
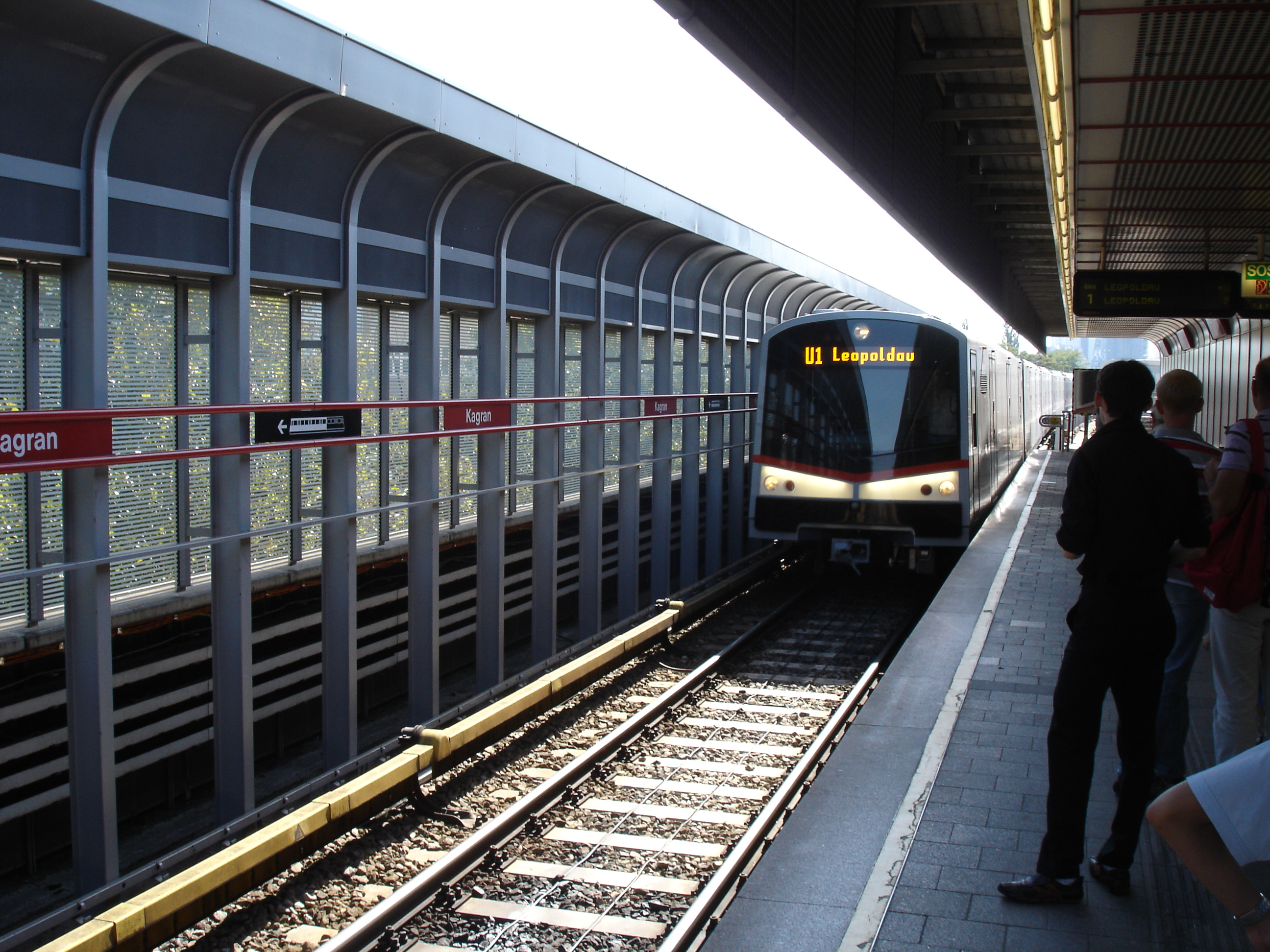
Vlak na lince U1 ve stanici Kagran
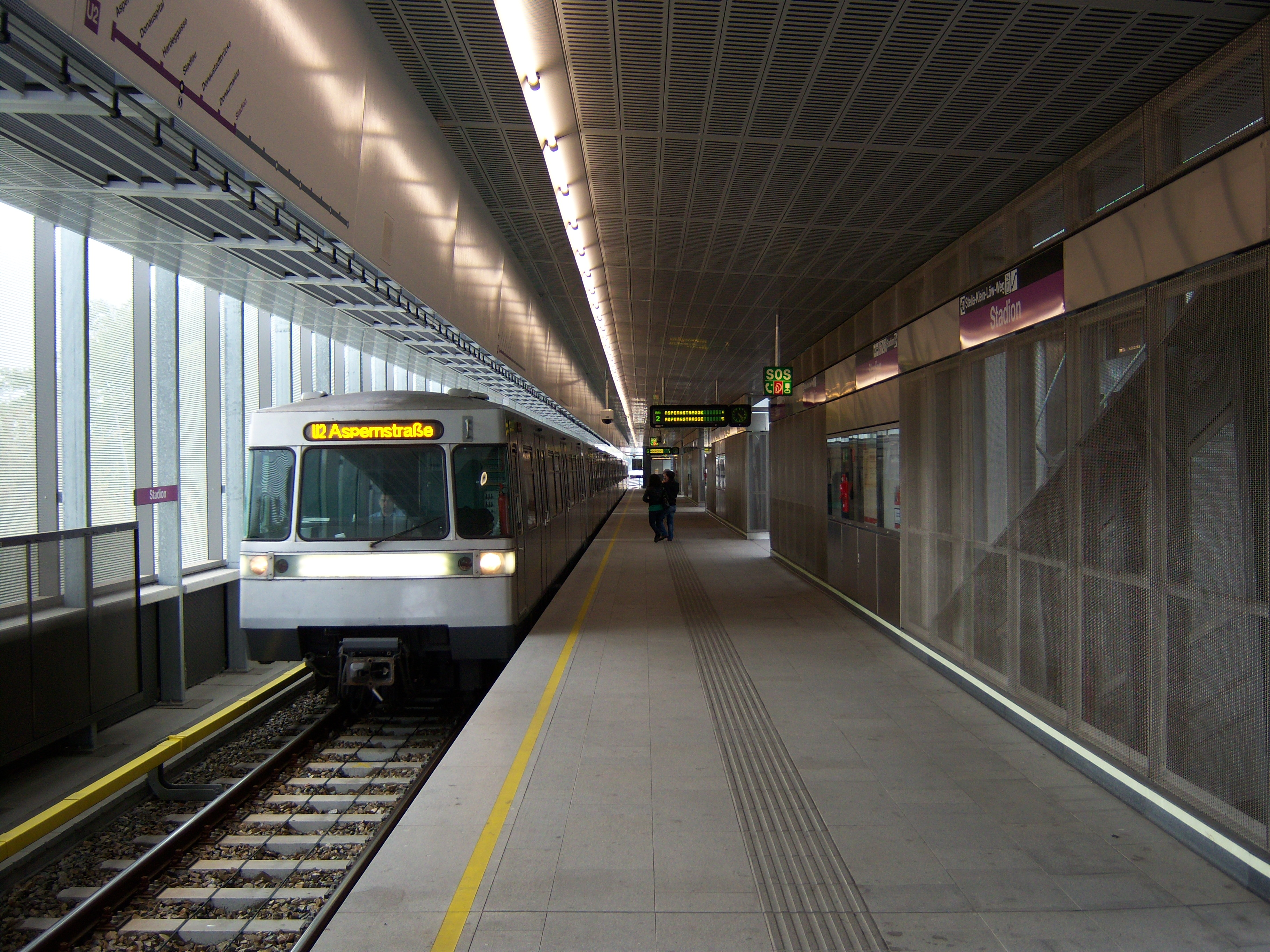
Vlak na lince U2 ve stanici Stadion
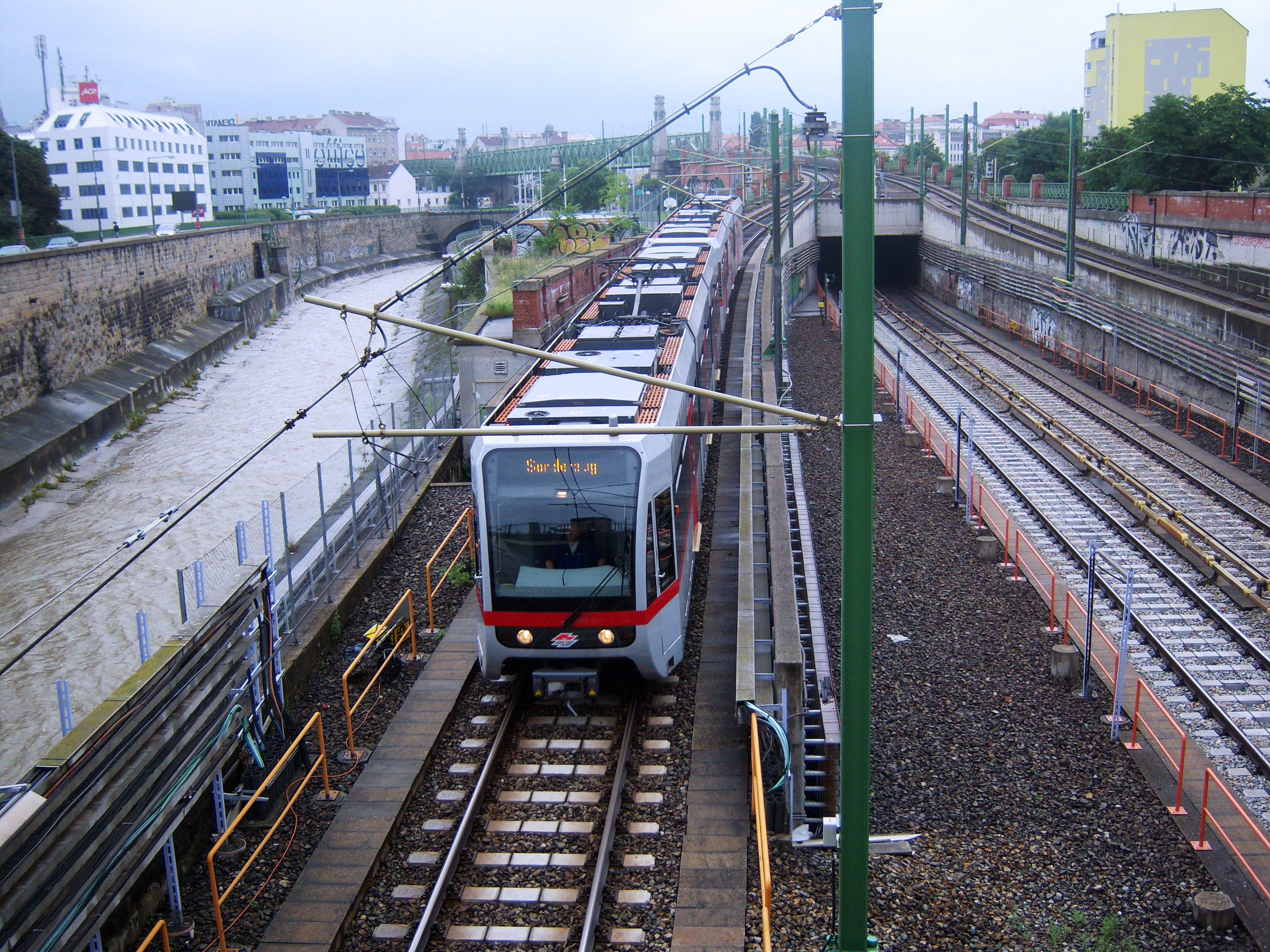
Vlak linky U6 ve stanici Längenfeldgasse
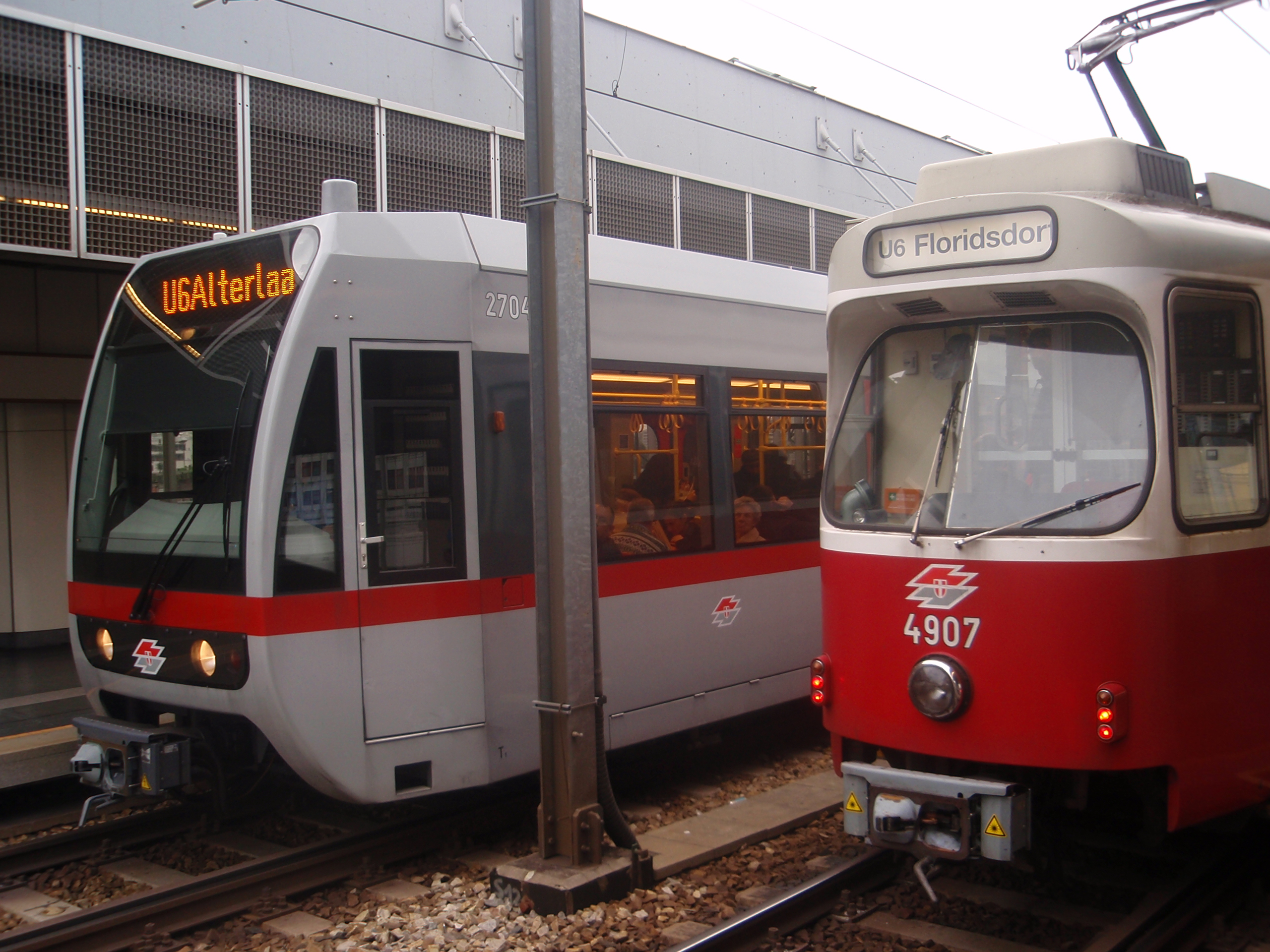
Vlaky linky U6 ve stanici Spittelau
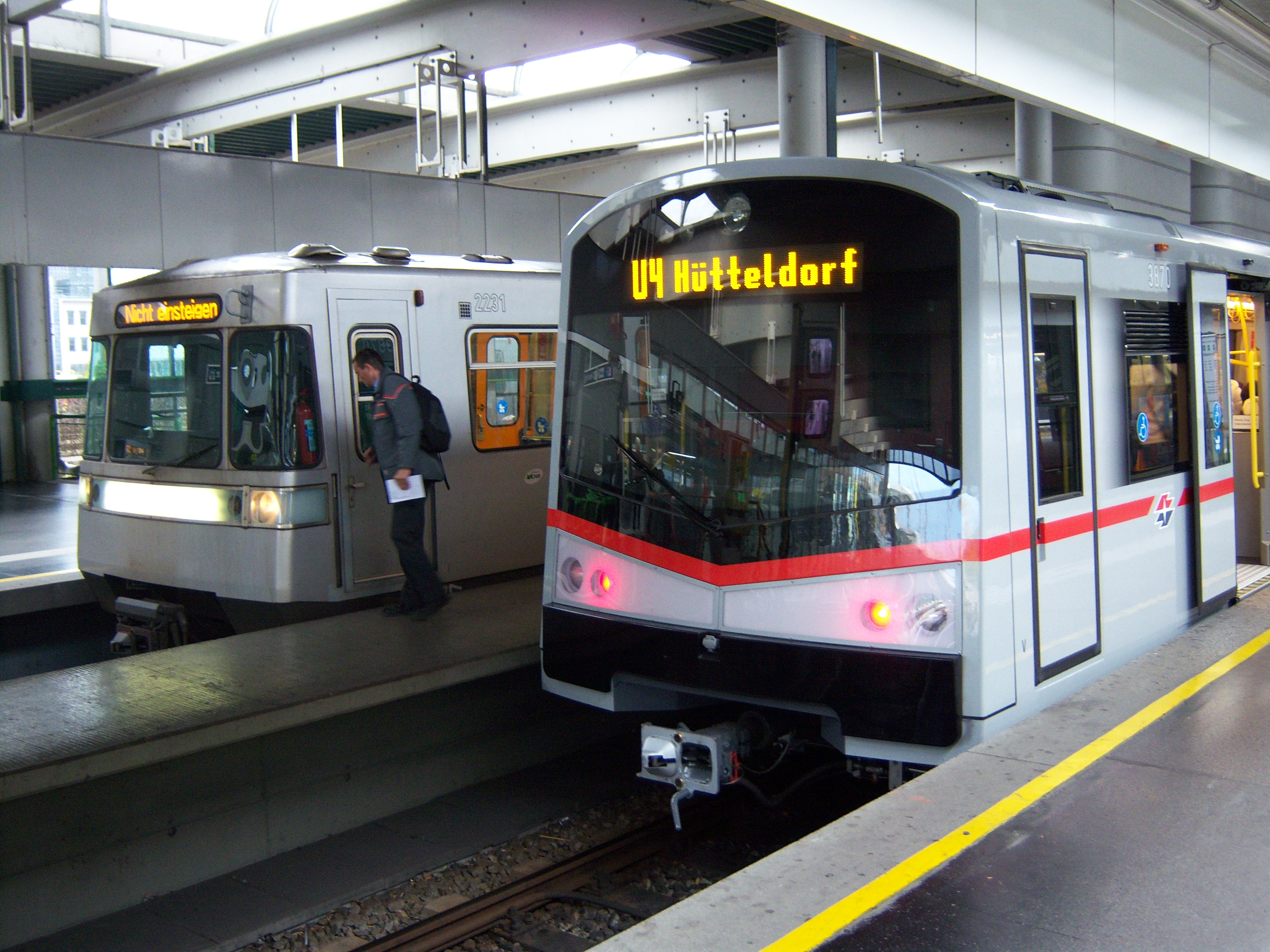
Vlaky linky U4 ve stanici Heiligenstadt
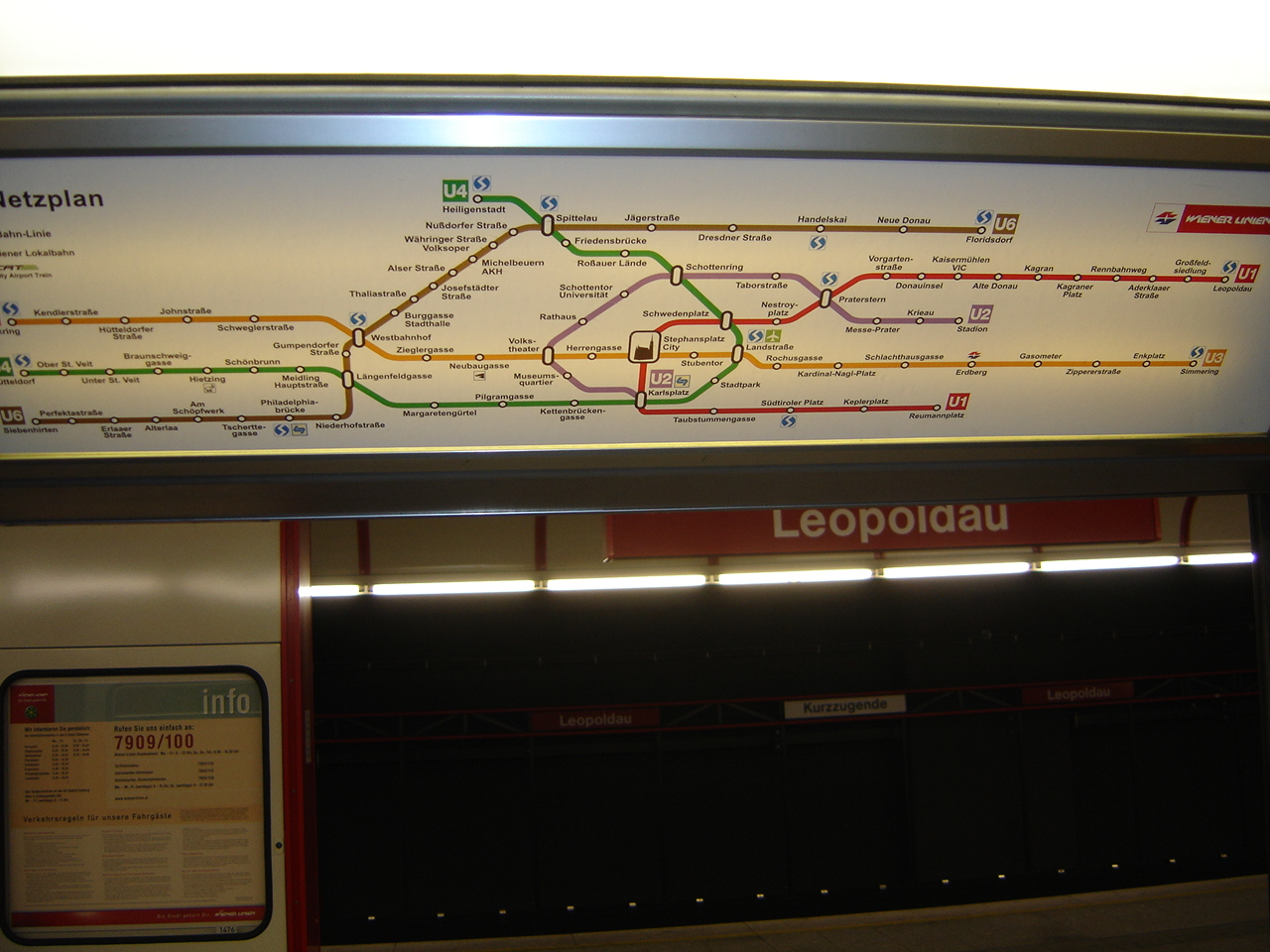
Síť (Netzplan) vídeňského metra nade dveřmi ve vlaku, 2008
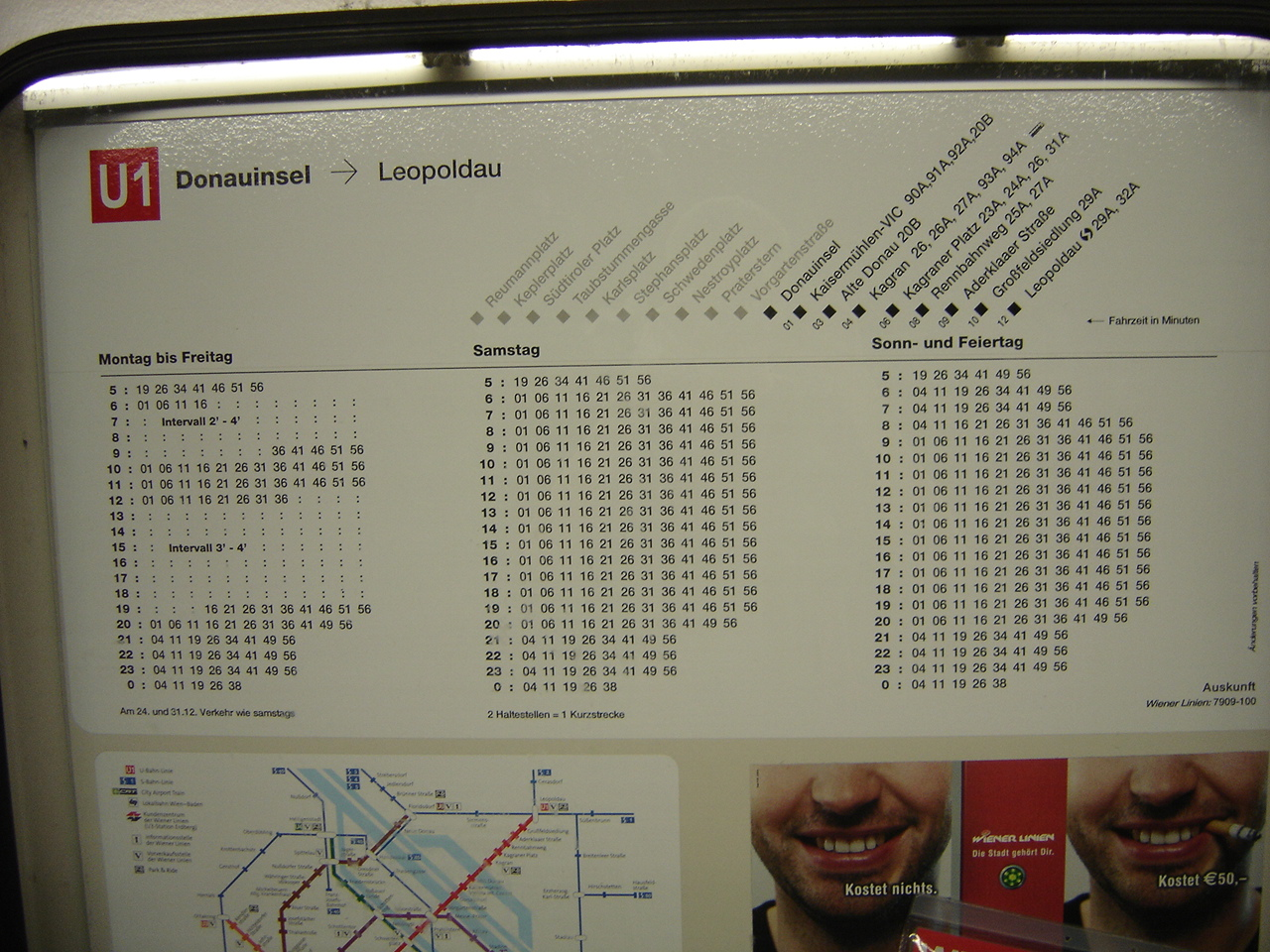
Jízdní řád linky U1 ve stanici Donauinsel
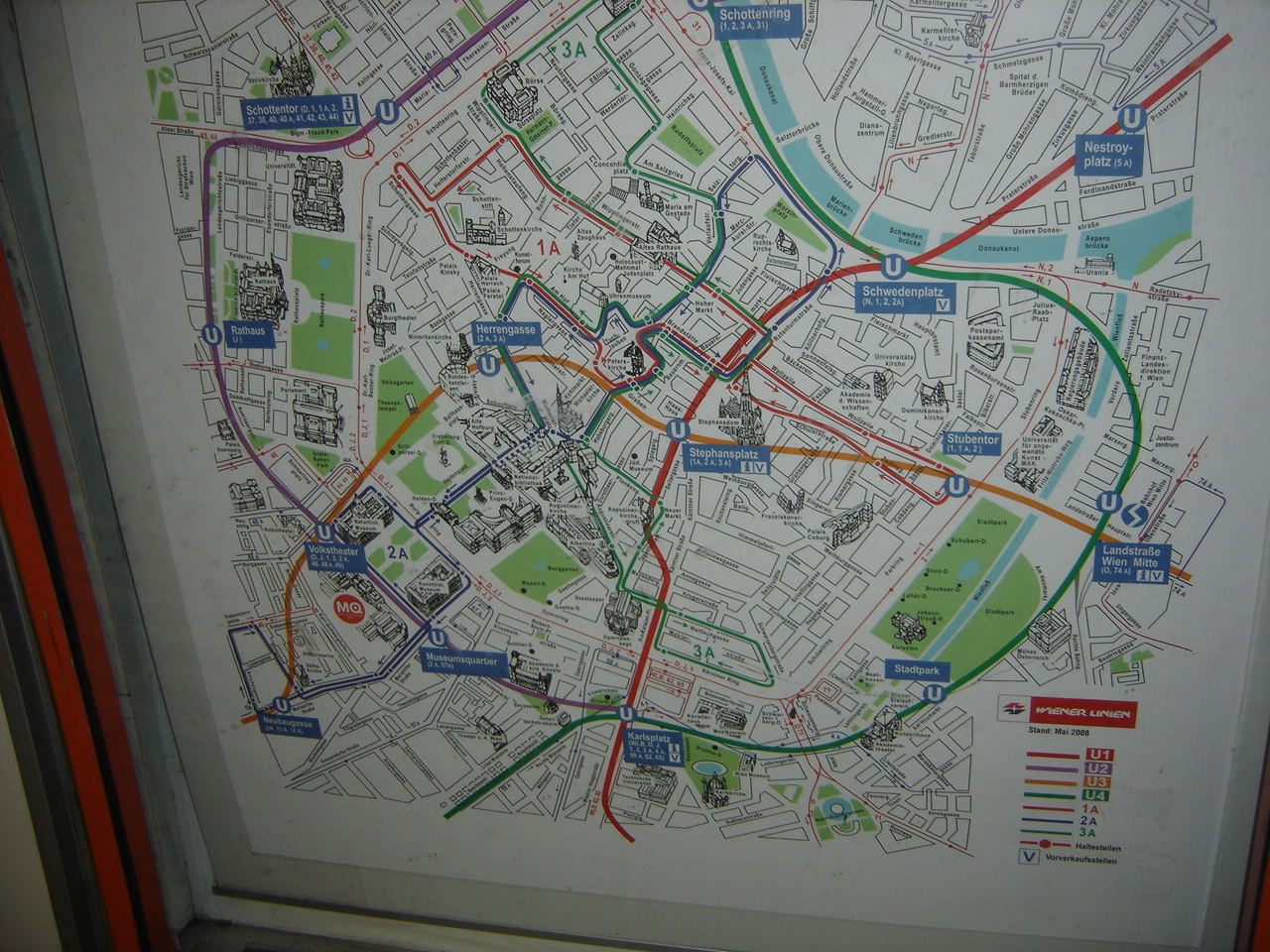
Mapa centra Vídně na nástupištích metra
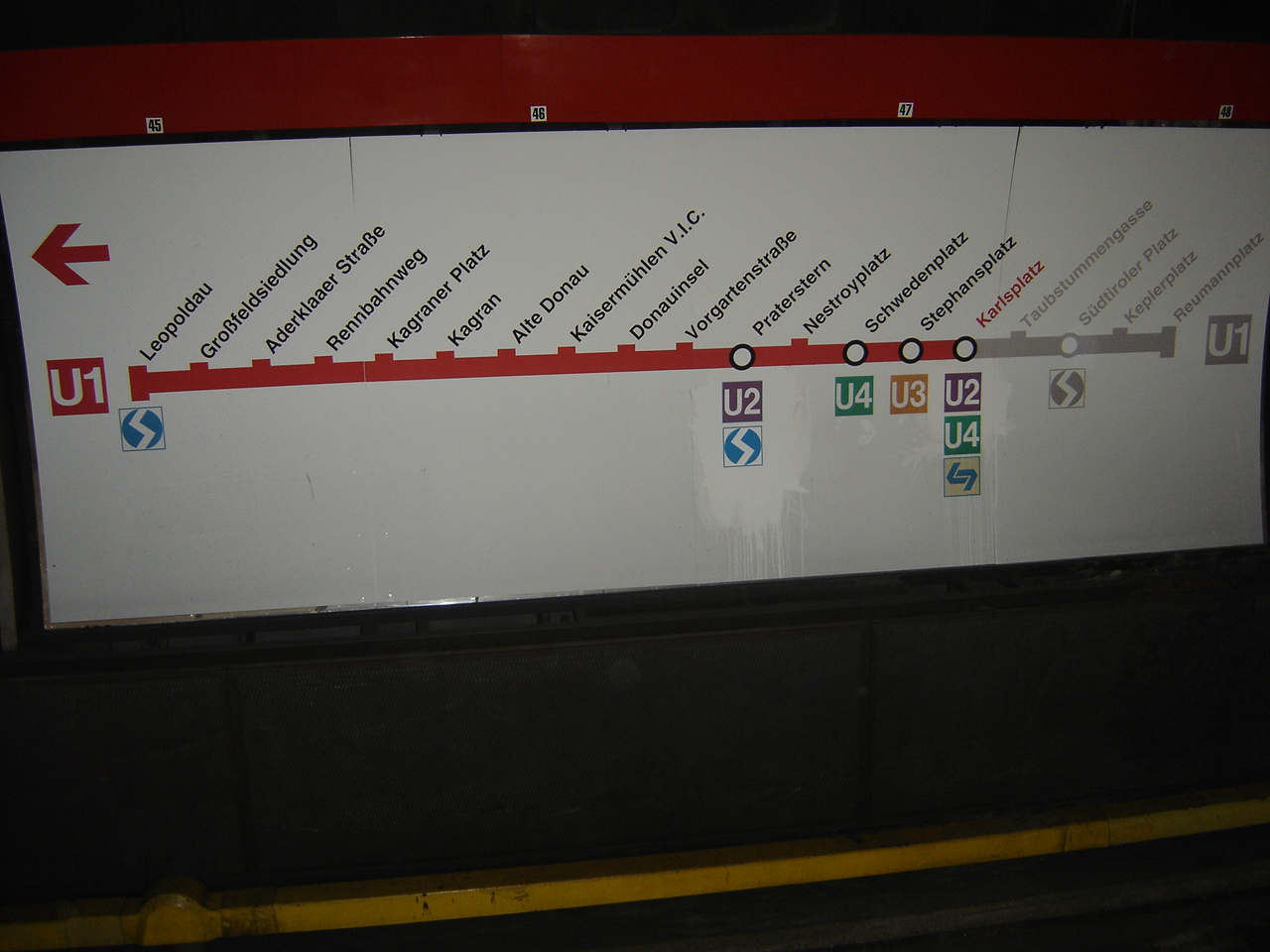
Seznam stanic linky U1 (tabule za kolejištěm)